# ライムクリーク郡区 (アイオワ州セロゴード郡)
ライムクリーク郡区は、アメリカ合衆国、アイオワ州、セロゴード郡にある16の郡区の一つである。2000年の国勢調査で、人口は629人だった。

## 地理
ライムクリーク郡区は、83平方キロメートル（32.1平方マイル)で、組み込まれた自治体(incorporated settlements)はない。
Mason Cityが、南に隣接する。